# Campionati del mondo di atletica leggera 2009 - 110 metri ostacoli
I 110 metri ostacoli maschili dei campionati del mondo di atletica leggera 2009 si sono svolti il 19 e il 20 agosto. Hanno partecipato 46 dei 47 atleti iscritti.
La gara è stata vinta dal barbadiano Ryan Brathwaite con il tempo di 13"14 (record nazionale). Argento e bronzo sono andati, rispettivamente, agli statunitensi Terrence Trammell e David Payne.

## Batterie
Si qualificano alla semifinale i primi e classificati di ogni batteria e le atlete con i successivi 6 migliori tempi.

### Batteria 1
| Pos. | Nome                         | Nazione       | Tempo    | Note     |
| ---- | ---------------------------- | ------------- | -------- | -------- |
| 1    | Shi Dongpeng                 | Cina          | 13"56    | Q        |
| 2    | Dwight Thomas                | Giamaica      | 13"57    | Q        |
| 3    | Jackson Quiñónez             | Spagna        | 13"63    | Q        |
| 4    | Lehann Fourie                | Sudafrica     | 13"67    |          |
| 5    | Andy Turner                  | Gran Bretagna | 13"73    |          |
| 6    | Lee Jung-Joon                | Corea del Sud | 13"83    | SB       |
| 7    | Tasuku Tanonaka              | Giappone      | 13"84    |          |
|      | Joseph-Berlioz Randriamihaja | Madagascar    | ritirato | ritirato |

### Batteria 2
| Pos. | Nome               | Nazione  | Tempo       | Note        |
| ---- | ------------------ | -------- | ----------- | ----------- |
| 1    | Maurice Wignall    | Giamaica | 13"62       | Q           |
| 2    | Helge Schwarzer    | Germania | 13"66       | Q           |
| 3    | Dayron Robles      | Cuba     | 13"67       | Q           |
| 4    | Cédric Lavanne     | Francia  | 13"72       |             |
| 5    | Felipe Vivancos    | Spagna   | 13"72       |             |
| 6    | Damien Broothaerts | Belgio   | 14"15       |             |
|      | Yin Jing           | Cina     | non partito | non partito |

### Batteria 3
| Pos. | Nome            | Nazione            | Tempo | Note                                     |
| ---- | --------------- | ------------------ | ----- | ---------------------------------------- |
| 1    | Petr Svoboda    | Repubblica Ceca    | 13"56 | Q                                        |
| 2    | Garfield Darien | Francia            | 13"56 | Q                                        |
| 3    | Artur Noga      | Polonia            | 13"56 | Q                                        |
| 4    | Aries Merritt   | Stati Uniti        | 13"70 |                                          |
| 5    | Serhiy Demydyuk | Ucraina            | 13"71 | Miglior prestazione personale stagionale |
| 6    | Adrien Deghelt  | Belgio             | 13"78 |                                          |
| 7    | Gianni Frankis  | Gran Bretagna      | 13"83 |                                          |
| 8    | Toriki Urarii   | Polinesia Francese | 15"01 | Miglior prestazione personale stagionale |

### Batteria 4
| Pos. | Nome               | Nazione       | Tempo | Note |
| ---- | ------------------ | ------------- | ----- | ---- |
| 1    | Ryan Brathwaite    | Barbados      | 13"35 | Q    |
| 2    | Alexander John     | Germania      | 13"41 | Q    |
| 3    | William Sharman    | Gran Bretagna | 13"52 | Q    |
| 4    | Staņislavs Olijars | Lettonia      | 13"59 | q    |
| 5    | Maksim Lynsha      | Bielorussia   | 13"61 | q    |
| 6    | Evgeniy Borisov    | Russia        | 13"63 | q    |
| 7    | Park Tae-Kyong     | Corea del Sud | 13"93 |      |
| 8    | Ahmad Hazer        | Libano        | 14"74 |      |

### Batteria 5
| Pos. | Nome                  | Nazione     | Tempo | Note |
| ---- | --------------------- | ----------- | ----- | ---- |
| 1    | Ji Wei                | Cina        | 13"51 | Q    |
| 2    | Terrence Trammell     | Stati Uniti | 13"51 | Q    |
| 3    | Gregory Sedoc         | Paesi Bassi | 13"54 | Q    |
| 4    | Dimitri Bascou        | Francia     | 13"55 | q    |
| 5    | Shamar Sands          | Bahamas     | 13"57 | q    |
| 6    | Selim Nurudeen        | Nigeria     | 13"68 |      |
| 7    | Héctor Cotto          | Porto Rico  | 13"81 |      |
| 8    | Rayzamshah Wan Sofian | Malaysia    | 14"06 |      |

### Batteria 6
| Pos. | Nome                     | Nazione     | Tempo | Note                                     |
| ---- | ------------------------ | ----------- | ----- | ---------------------------------------- |
| 1    | Dániel Kiss              | Ungheria    | 13"34 | Q,                                       |
| 2    | Paulo Villar             | Colombia    | 13"52 | Q,                                       |
| 3    | David Payne              | Stati Uniti | 13"54 | Q                                        |
| 4    | Dayron Capetillo         | Cuba        | 13"61 | q                                        |
| 5    | Richard Phillips         | Giamaica    | 13"70 |                                          |
| 6    | Matthias Bühler          | Germania    | 13"75 |                                          |
| 7    | David Ilariani           | Georgia     | 13"86 |                                          |
| 8    | Abdul Hakeem Abdul Halim | Singapore   | 14"63 | Miglior prestazione personale stagionale |

## Semifinali
Si qualificano alla finale i primi due classificati di ogni semifinale e i due migliori tempi successivi.

### Semifinale 1
| Pos. | Nome               | Nazione         | Tempo | Note                                     |
| ---- | ------------------ | --------------- | ----- | ---------------------------------------- |
| 1    | Terrence Trammell  | Stati Uniti     | 13"24 | Q                                        |
| 2    | Petr Svoboda       | Repubblica Ceca | 13"33 | Q,                                       |
| 3    | Ji Wei             | Cina            | 13"41 | q,                                       |
| 4    | Artur Noga         | Polonia         | 13"43 | Miglior prestazione personale stagionale |
| 5    | Paulo Villar       | Colombia        | 13"44 | Miglior prestazione personale stagionale |
| 6    | Staņislavs Olijars | Lettonia        | 13"50 |                                          |
| 7    | Jackson Quiñónez   | Spagna          | 13"54 |                                          |
| 8    | Dayron Capetillo   | Cuba            | 13"55 |                                          |

### Semifinale 2
| Pos. | Nome            | Nazione     | Tempo | Note                                     |
| ---- | --------------- | ----------- | ----- | ---------------------------------------- |
| 1    | Ryan Brathwaite | Barbados    | 13"18 | Q,                                       |
| 2    | David Payne     | Stati Uniti | 13"24 | Q                                        |
| 3    | Dwight Thomas   | Giamaica    | 13"37 | q                                        |
| 4    | Shi Dongpeng    | Cina        | 13"42 | Miglior prestazione personale stagionale |
| 5    | Gregory Sedoc   | Paesi Bassi | 13"45 |                                          |
| 6    | Maksim Lynsha   | Bielorussia | 13"46 | Miglior prestazione personale            |
| 7    | Dimitri Bascou  | Francia     | 13"49 | Miglior prestazione personale            |
| 8    | Alexander John  | Germania    | 13"64 |                                          |

### Semifinale 3
| Pos. | Nome            | Nazione       | Tempo    | Note     |
| ---- | --------------- | ------------- | -------- | -------- |
| 1    | William Sharman | Gran Bretagna | 13"38    | Q,       |
| 2    | Maurice Wignall | Giamaica      | 13"43    | Q,       |
| 3    | Dániel Kiss     | Ungheria      | 13"45    |          |
| 4    | Shamar Sands    | Bahamas       | 13"47    |          |
| 5    | Garfield Darien | Francia       | 13"57    |          |
| 6    | Evgeniy Borisov | Russia        | 13"63    |          |
| 7    | Helge Schwarzer | Germania      | 13"72    |          |
|      | Dayron Robles   | Cuba          | ritirato | ritirato |

## Finale
| Pos. | Nome              | Nazione         | Tempo | Note                                     |
| ---- | ----------------- | --------------- | ----- | ---------------------------------------- |
| 1    | Ryan Brathwaite   | Barbados        | 13"14 | Record nazionale                         |
| 2    | Terrence Trammell | Stati Uniti     | 13"15 |                                          |
| 3    | David Payne       | Stati Uniti     | 13"15 |                                          |
| 4    | William Sharman   | Gran Bretagna   | 13"30 | Miglior prestazione personale            |
| 5    | Maurice Wignall   | Giamaica        | 13"31 | Miglior prestazione personale stagionale |
| 6    | Petr Svoboda      | Repubblica Ceca | 13"38 |                                          |
| 7    | Dwight Thomas     | Giamaica        | 13"56 |                                          |
| 8    | Ji Wei            | Cina            | 13"57 |                                          |